# Cilicaea tenuicaudata
Cilicaea tenuicaudata là một loài chân đều trong họ Sphaeromatidae. Loài này được Haswell miêu tả khoa học năm 1881.